# Homonyx chalceus
Homonyx chalceus är en skalbaggsart som beskrevs av Blanchard 1851. Homonyx chalceus ingår i släktet Homonyx och familjen Rutelidae.

## Underarter
Arten delas in i följande underarter:
- H. c. fuscocupreus
- H. c. bahianus